# Сфольятелла
Сфольятелла (итал. sfogliatella, неап. sfugliatella; мн. ч. сфольятелли) — сладкая выпечка из итальянского региона Кампания, пирожок со сладкой начинкой, имеющий характерную форму раковины. В переводе с итальянского «sfogliatella» означает «маленький, тонкий лист», так как пирожок напоминает по форме не только раковину, но и охапку листьев.

## Происхождение
По легенде, сфольятеллу случайно создали в 17 веке в католическом монастыре Санта-Роза-да-Лима (названном так в честь святой Розы Лимской) в  городке Конка-деи-Марини в окрестностях Салерно. Монахини смешали остатки густой манной каши с сахаром и сухофруктами и сбрызнули лимонным ликёром лимончелло. Затем получившуюся смесь накрыли «шапочкой» из слоеного теста и поместили в печь. Получившийся десерт превзошёл все ожидания монахинь, и вскоре стал очень популярен в деревнях в окрестностях монастыря, тем самым принося обители дополнительные доходы. В то время десерт носил название «Санта-Роза», в честь святой покровительницы католической обители, и монахини хранили его рецепт в секрете. Но, в 1818 году предприимчивый кондитер из Неаполя Паскуале Пинтауро, узнав о десерте, отправился в монастырь и выкупил у настоятельницы его рецепт (сумма сделки не разглашалась). После этого, слегка изменённый кондитером десерт стал продаваться в Неаполе, и приобрёл немалую популярность.

## Разновидности

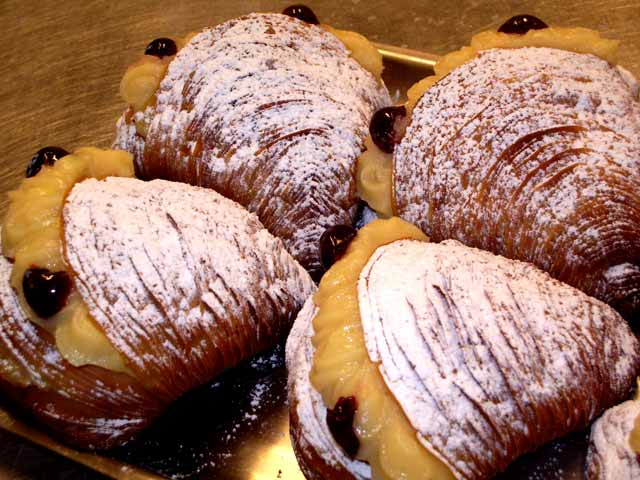
Сфольятелла Санта-Роза

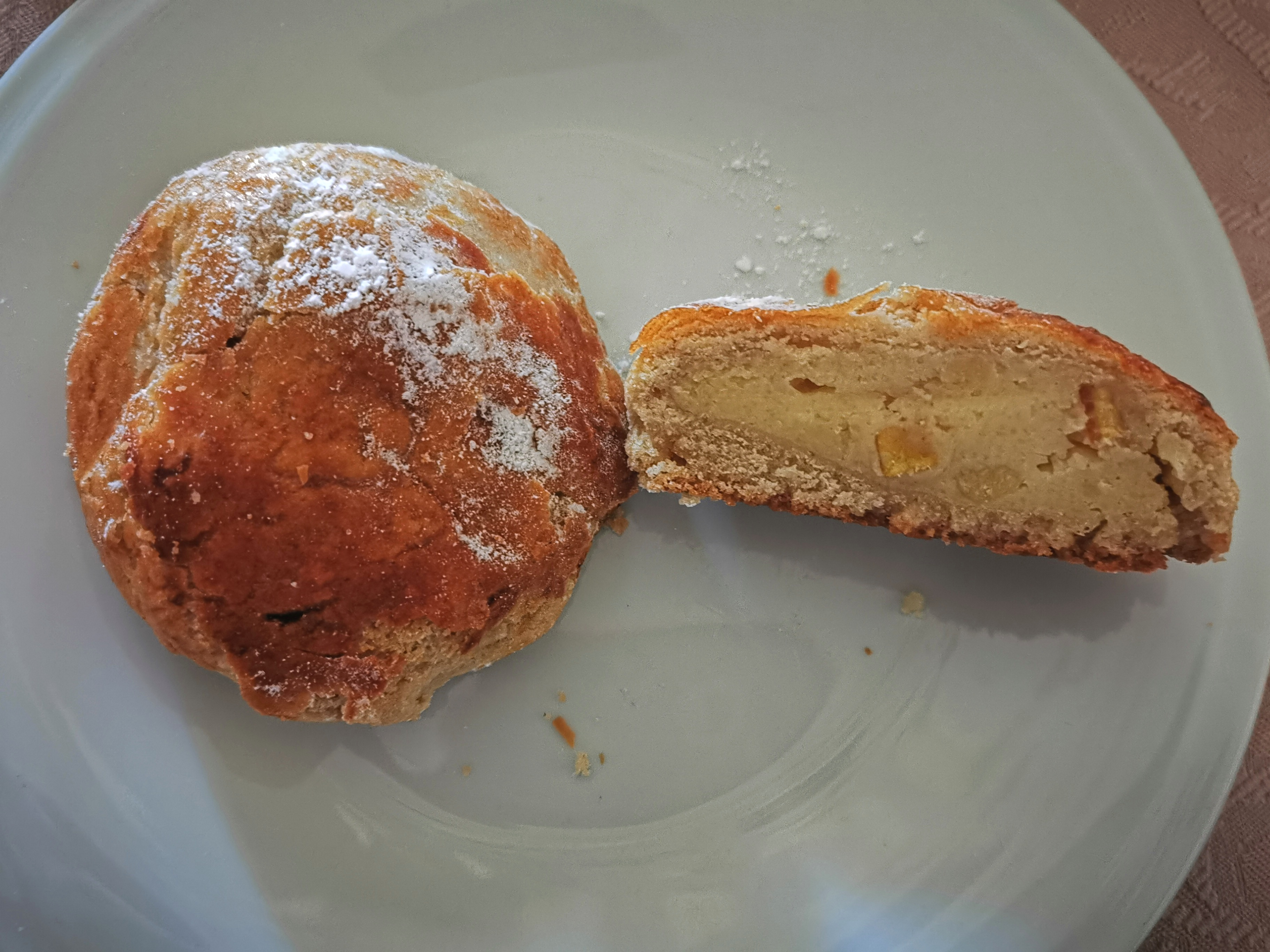
Сфольятелла фролла

В неаполитанской кухне сфольятелла бывает двух основных видов: 
- сфольятелла ричча — слоёный вариант;
- сфольятелла фролла — менее трудоёмкий вариант, в котором используется песочное тесто (паста фролла). Внешний вид десерта при этом тоже получается более простым.

Также существует вариация сфольятеллы фролла под названием coda d'aragosta —  большой, удлинённый по форме пирог, наполненный более выраженно сладкой начинкой: взбитыми сливками или шоколадным кремом или джемом. Этот пирог популярен среди потомков выходцев из Неаполя в США, где его, по причине сходной формы, называют «хвостом омара».

##### Сфольятелла из Абруцци
В Абруцци, в частности в Лама-деи-Пелиньи, по крайней мере с 19 века, было принято готовить сфольятелли в канун Рождества. Сфольятелла из Абруцци в целом похожа на неаполитанскую сфольятеллу ричча, однако, существует и два отличия:
- во-первых, сфольятелла из Абруцци заметно мягче, с более тонкими слоями теста;
- во-вторых, её начинка не содержит крема, в результате чего десерт может храниться дольше, сохраняя свой аромат в течение 7—10 дней. Вместо крема в Абруцци обычно используют следующие начинки: домашнее виноградное варенье, какао-порошок, рубленый миндаль, сахар и корица. Сверху десерт посыпают смесью корицы и сахара[4].